# Lubogoszcz (powiat wschowski)
Lubogoszcz (łac. Lubogosch, Lubegost, niem. Laubegast) – wieś w Polsce, położona w województwie lubuskim, w powiecie wschowskim, w gminie Sława.
W latach 1975–1998 miejscowość należała administracyjnie do województwa zielonogórskiego.

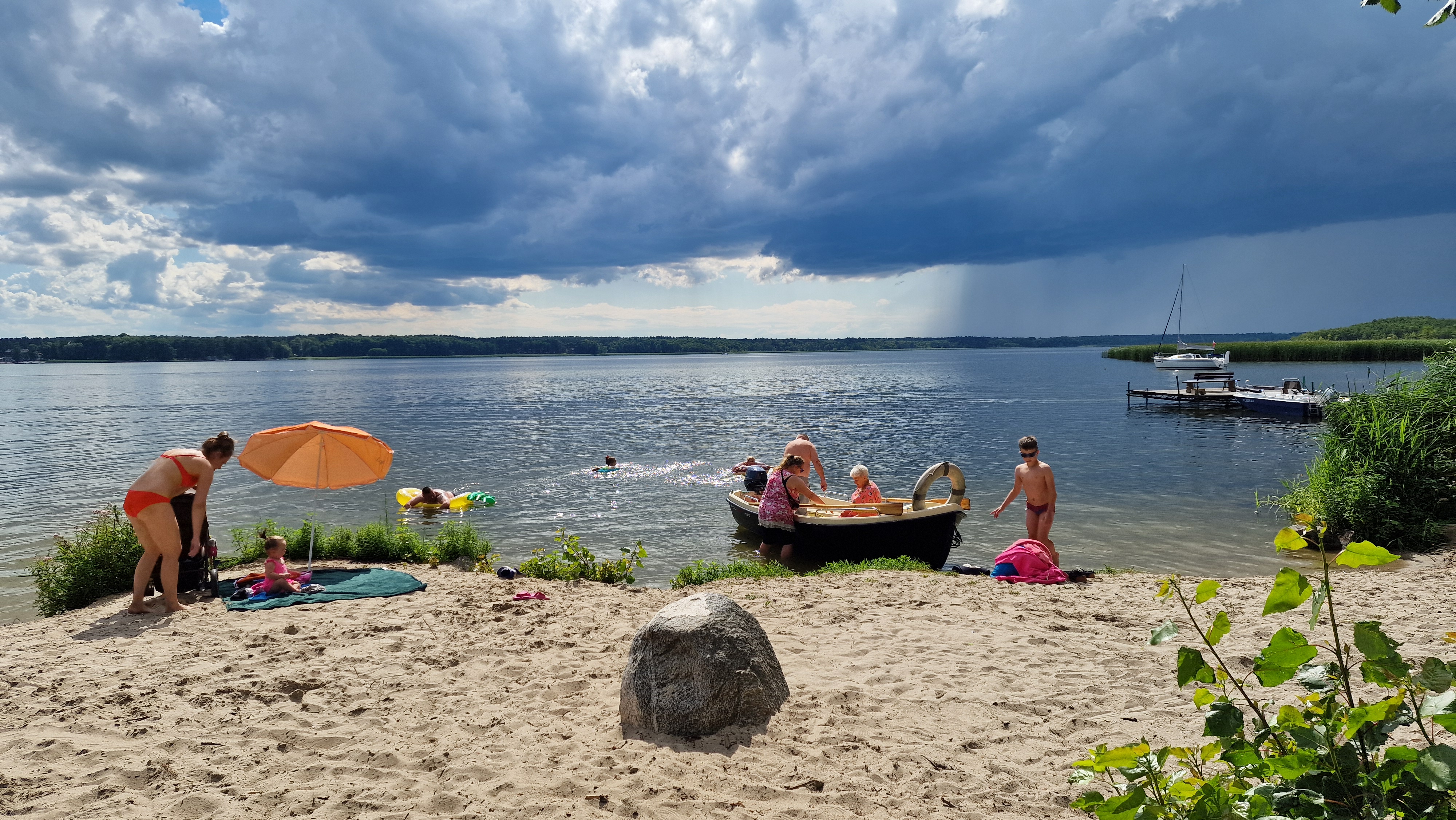
Plaża przy Kapliczce, Lubogoszcz (2024)

Wieś jest położona nad brzegiem Jeziora Sławskiego i połączona z samą Sławą jednym nabrzeżem. Z drugiej strony miejscowość jest otulona laskiem, polami, a następnie dużym kompleksem leśnym od północy. Charakter rolniczy i rybacki miejscowości jest już historią. W większości tę 400 osobową miejscowość zasiedlają ludzie, którzy postanowili osiedlić się w Lubogoszczy ze względu na jej piękne położenie i bliskość do Sławy.

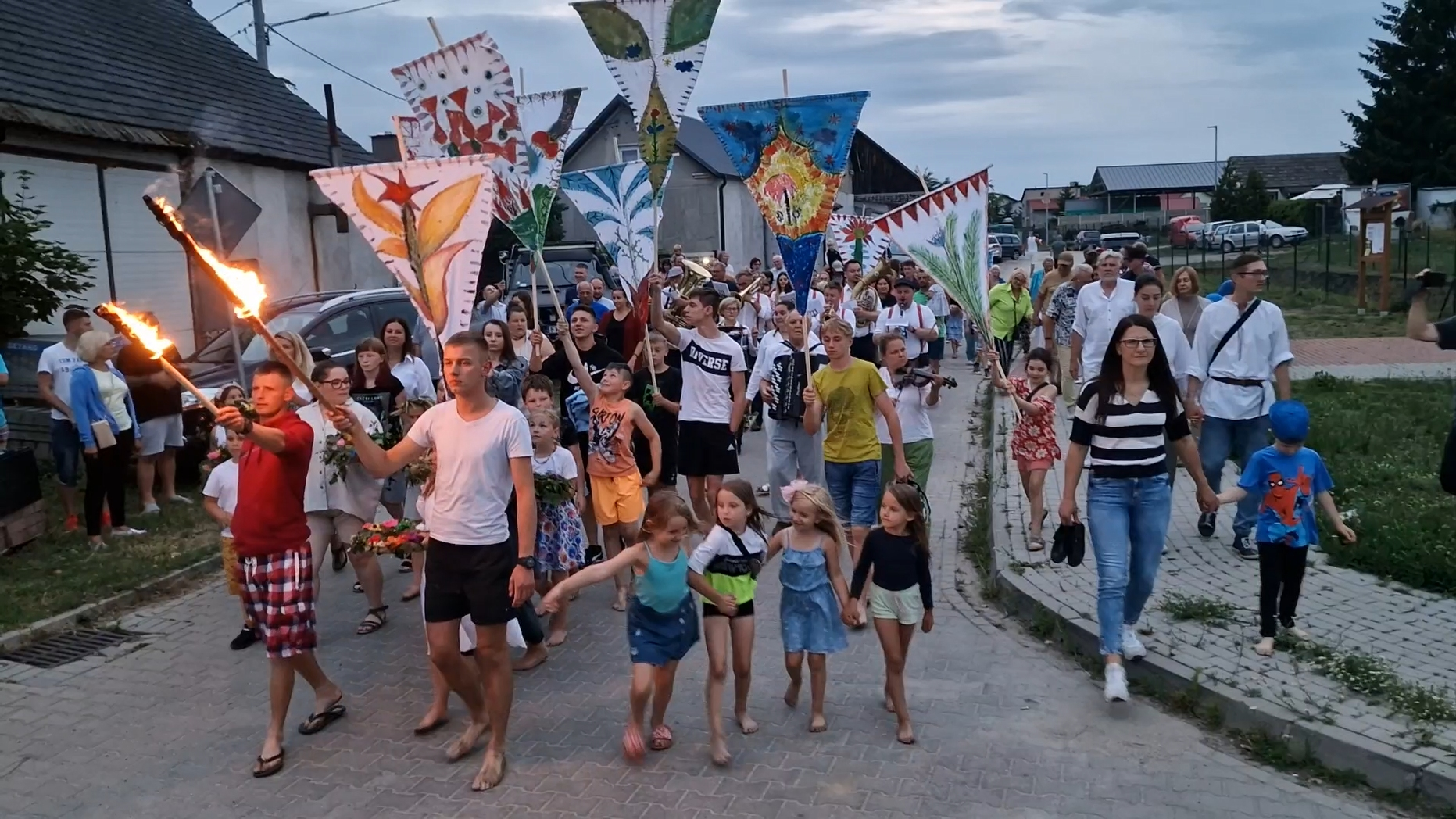
II Festyn Słowiański Lubogoszcz 1208 (2023)

Co roku w miejscowości odbywa się impreza nawiązująca do bardzo bogatej, słowiańskiej  historii miejscowości: "Festyn Słowiański Lubogoszcz 1208" w czasie której prezentowane są zawody dawne, rękodzieło, dawne tradycje. Są również wernisaże malarskie, zajęcia artystyczne dla dzieci, występy artystyczne na scenie. Imprezę kończy zawsze imponujące przedstawienie "Noc Kupały", "Kupałnocka", "Sobótka" nad pobliskim brzegiem jeziora. Impreza odbywa się zawsze w tydzień po zakończeniu roku szkolenego, w sobotę. Najbliższy, V Festyn Słowiański Lubogoszcz odbędzie się 04.07.2026. Organizator: Stowarzyszenie Letnisko Lubogoszcz.

## Integralne części wsi
| SIMC    | Nazwa | Rodzaj     |
| ------- | ----- | ---------- |
| 0913930 | Dąb   | przysiółek |

## Historia

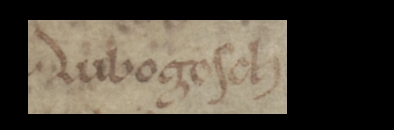
Lubogoszcz, zapis łaciński miejscowości z 1208 roku

Nazwa Lubogoszcz brzmiała dokładnie tak samo ponad 800 lat temu. Nie sposób dokładnie oszacować, kiedy powstała. Ma ona charakter dzierżawczy – tzn. pochodzi od jakiegoś nieuchwytnego założyciela osady - Lubgosta. Pod względem etymologicznym pierwszy człon wiąże się ze słowem „luby” należy rozumieć jako <miły czemuś>, drugi zaś „goszcz” wiąże się oczywiście z <goszczeniem, gościną>.
Pierwsze ślady obecności człowieka znalezione przy brzegach Jeziora Sławskiego pochodzą już ze starszej epoki kamienia. Okolica Lubogoszczy szczególnie gęsto zaludniona była w okresie młodszej epoki brązu, w okresie, kiedy rozwijała się tzw. kultura łużycka. Odkryto tu duże cmentarzysko będące pozostałością po tej społeczności. Z okresu rzymskiego intrygujące są znaleziska pojedynczych grobów z importami z obszaru cesarstwa, które zostały odkryte nieopodal przysiółka Dąb. We wczesnym średniowieczu brzegi jeziora zamieszkiwała ludność słowiańska, być może związana z dobrze znanym w źródłach plemieniem Dziadoszan lub tzw. Obrzan. Nie wykluczone, że jakąś szczególną rolę w tym czasie pełniła Wyspa Kormoranów, bardzo intensywnie użytkowana w 2. poł. IX – 1 poł. X wieku.
Wieś Lubogoszcz po raz pierwszy wymieniona została w 1208, kiedy to książę wielkopolski Władysław Odonic przekazał ją cystersom z Lubiąża – z tego aktu znamy również najstarszego znanego z imienia mieszkańca wsi, niejakiego Wrocisza. W tym czasie osada niewątpliwie podlegała kasztelanii przemęckiej. Po zamachu na króla Przemysła II w 1296 roku, w wyniku zajęcia przez Henryka Głogowczyka znacznej części księstwa wielkopolskiego, także Lubogoszczy, znalazła się ona w obrębie księstwa głogowskiego. Z tego czasu znamy właściciela wsi, którym był niejaki Leszek. Granica między Polską a księstwem głogowskim ukształtowała się ostatecznie w wyniku odzyskania przez Kazimierza Wielkiego ziemi wschowskiej w 1343 roku; z bliżej jednak nieznanych powodów okolice Jeziora Sławskiego nie wróciły jednak do Korony. W roku 1528 specjalna komisja ustaliła szczegółowo granicę pomiędzy tymi dwoma państwami, Lubogoszcz odtąd została wsią ścisłego pogranicza (wielko-) polsko - głogowskiego (śląskiego), graniczącą od północy z polską Szreniawą. W tym czasie wieś podlegała już pod władzę królów Czech z dynastii Habsburgów. W wyniku wojen śląskich w 1742 Lubogoszcz weszła w obręb Prus, które nieomal 130 lat później stały się częścią Rzeszy Niemieckiej.
W czasach nowożytnych Lubogoszcz wchodziła w skład majątków rodzin takich jak Rechenbergowie, Barwitzowie czy Fernemontowie. Wieś w XVIII i XIX wieku należała do osad średniej wielkości, w około 30-40 domach zamieszkiwało ją w tym czasie ponad 200 osób. Znajdowały się tu m.in. dwa wiatraki i karczma. Lubogoszcz zasiedlona była wówczas głównie przez niemieckich ewangelików i mniejszą grupę katolików, pośród których spisy ludności z początku XX wieku notują także Polaków. W okresie przedwojennym wieś zamieszkiwało już ponad 500 osób. Po upadku hitlerowskich Niemiec, w wyniku ustalenia nowego światowego porządku, Lubogoszcz opuścili dawni mieszkańcy zaś zamieszkana została przez Polaków pochodzących zarazem z odległych, jak i bliskich stron – w 1945 roku, po 650 latach, Lubogoszcz znów stała się częścią Polski.
Bartosz Tietz, IA PAN
- - - - - - 
Opis dokumentu z 1208 r o wsi Lubogosch (łac):
Monumenta Poloniae Paleographica. Fasc. 2. Tabularum argumenta XXVIII-LXVIII, 1910, tab.XLIII 

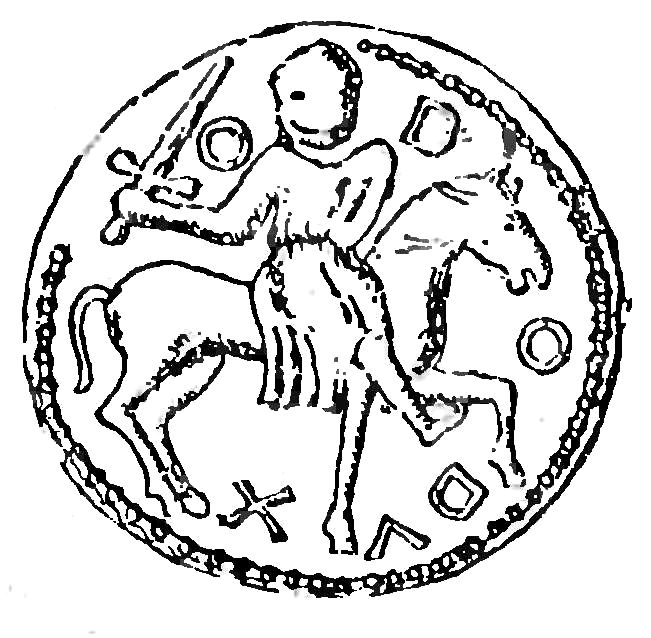
Pieczęć Oddona

Ea propter ego Wladizlavus Odonis filius dux de Kalis Dei gracia, ne procedente tempore subripiat oblivio, scripture dignum duxi commendare testimonio presentis pagine scripta intuentium notificans universitati, quoniam causa salutis anime, materne ecclesie beate Marie in Lubens et eius ministrorum usibus villam Lubogosch et eius heredem Wrocis cum duobus eius filiis, ut sint mellifices, hereditario iure possidendam sub abbate Guntero viro ydoneo et ad eius peticionem concedens, perhenniter attribui cum mellificiis et lacu nomine Tuchno, et laci alterius medietate eidem ville pertinente cuius laci vocabulum est Radechovo, et cum universis memorate hereditatis appendiciis; et venari non contradico. 

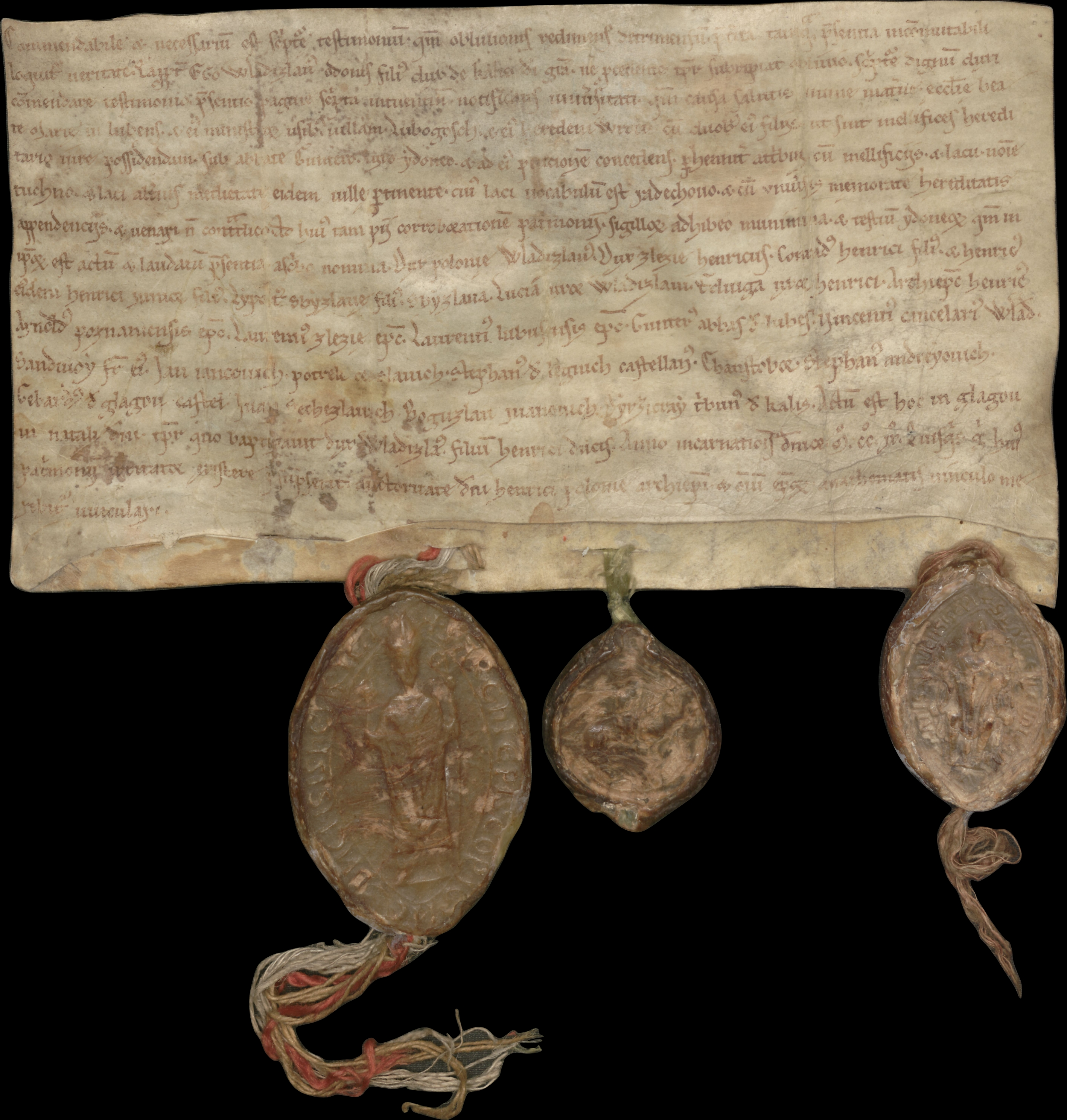
Dokument z 1208 roku. Przekazanie wsi Lubogoszcz Cystersom z Lubiąża przez Władysława Odonica.

Dlatego ja Władysław syn Odona, książę kaliski z Bożej łaski, by z upływem czasu nie przyszło zapomnienie, słusznie poleciłem powierzyć pismu zapis niniejszej karty, powiadając wszystkim, że dla zbawienia duszy matki kościołowi Najświętszej Maryi Panny w Lubiążu i pożytkowi jego sług nadałem trwale wieś Lubogoszcz i jej dziedzica Wrocisza z dwoma synami, aby byli bartnikami, w posiadanie na prawie dziedzicznym przez opata Guntera, zacnego męża i na jego prośbę, wraz z barciami i z jeziorem zwanym Tuczno oraz połową innego jeziora, przyległego do tej wsi, którego to jeziora nazwa brzmi Radziechowo, a także z wszystkimi przyległościami wspomnianej dziedziny, a nie będę się też sprzeciwiał polowaniom.
tłum. prof. Tomasz Jurek
Nazwa miejscowości w zlatynizowanej formie Lubegost wymieniona jest w łacińskim dokumencie z 1311 roku.